# Fumador pasivo

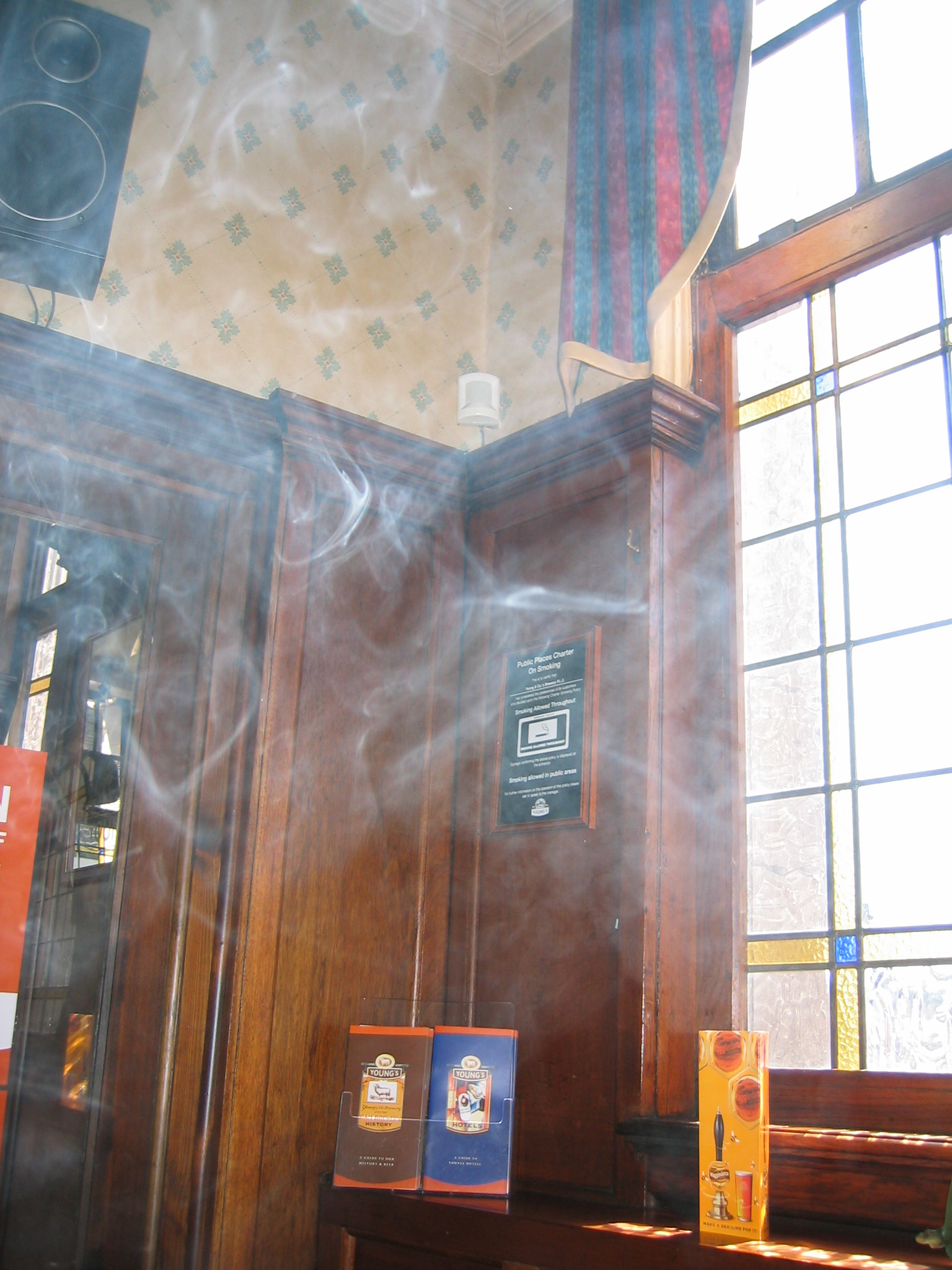
Humo de tabaco en un bar irlandés en abril de 2003, antes de la entrada en vigor de su prohibición en los espacios públicos cerrados.

El fumador pasivo es toda aquella persona que ingiere de manera indirecta las sustancias tóxicas y cancerígenas provenientes de la combustión del tabaco, en particular aquellas propagadas por el humo. Numerosos estudios alertan de los peligros para la salud de este tipo de consumo pasivo han llevado a algunas autoridades a prohibir el consumo público de tabaco para proteger a las personas de los efectos del humo de los cigarrillos. 
Los efectos en la salud por la exposición al humo del tabaco incluyen cáncer de pulmón, cáncer de los senos paranasales, infecciones de las vías respiratorias y enfermedades cardíacas. En las mujeres embarazadas provoca bajo peso del recién nacido y entre los lactantes causa muerte súbita.
No existe una cantidad sana de inhalación pasiva. Los niños, las mujeres embarazadas, las personas mayores y las personas con problemas respiratorios o cardíacos e incluso los animales deben tener especial cuidado.
La persona que no consume directamente las substancias del tabaco (fumador pasivo) le provoca más daño.

## Legislación
Las medidas más restrictivas en la Unión Europea las contemplan Irlanda, Noruega, Italia y España, en cuyos territorios está sancionado el consumo de tabaco incluso en bares y restaurantes desde el 29 de marzo de 2004 en el caso de Irlanda, el 1 de junio de 2004 en el caso de Noruega, el 10 de enero de 2005 en el caso de Italia y el 2 de enero de 2011 en el caso de la ley antitabaco de España.
Medidas similares se aplicaron también en Uruguay (marzo de 2006), Chile (febrero de 2019) y Colombia (2008), y en 10 de las 24 provincias de Argentina (octubre de 2006), donde está totalmente prohibido fumar en lugares públicos cerrados. En España, desde enero de 2006  se prohíbe fumar en los locales de hostelería de más de 100 metros cuadrados, salvo aquellos en que los dueños creen un espacio cerrado para fumadores que no debe superar en ningún caso el 30 por ciento de la superficie del local y no debe ocupar una zona de paso para los demás clientes. En los de menos de esa superficie, es decir, la amplia mayoría, sus responsables deben decidir si se permite o no fumar en su interior y anunciarlo mediante un cartel en la entrada del mismo. Se ha criticado duramente la medida española, pues solo un bajo porcentaje de estos establecimientos se declararon de no fumadores, y algunas comunidades autónomas como Madrid, Valencia y Castilla y León no aplican la ley correctamente. Solo en Madrid el Partido de los No-Fumadores ha presentado 1100 denuncias por infracciones de la ley antitabaco; sin embargo, no se ha realizado inspección ni sanción alguna contra los locales en los que se sigue permitiendo fumar.[cita requerida] En la Ciudad de México (abril de 2008) ya no se podrá fumar en restaurantes, oficinas, bares, industrias, cines, escuelas, auditorios y hospitales, salvo que tengan terrazas. El Reglamento de la Ley General para el Control del Tabaco en las 32 entidades del país con el fin de reducir la tasa de mortalidad por tabaquismo y proteger a los no fumadores. La Comisión Federal para la Protección contra Riesgos Sanitarios (COFEPRIS) de la Secretaría de Salud aseguró en un comunicado que queda prohibido fumar en espacios públicos cerrados: edificios públicos (federales, estatales y municipales), restaurantes, bares y discotecas. Las nuevas reglas detallan los términos para la expedición de permisos sanitarios previos de importación y licencias sanitarias. Asimismo reiteró que las zonas para fumadores deberán estar al aire libre o completamente aisladas de los espacios 100% libres de humo de cigarro. Los menores de edad no podrán estar en las áreas designadas para fumadores y a las mujeres embarazadas se les informará sobre los riesgos a la salud en caso de permanecer en un espacio contaminado.

## Humo de segunda mano
El humo de segunda mano también se conoce como humo de tabaco en el ambiente o fumar pasivamente. Éste consiste de una mezcla de dos tipos de humo que provienen de la combustión del tabaco: el humo derivado de la combustión (humo que es emitido al aire desde el extremo encendido de un cigarrillo o puro, o por una pipa) y el humo principal (humo que es exhalado por el fumador). A pesar de que pensamos que se trata de lo mismo, en realidad no es así. El humo que es emitido al aire desde el extremo encendido de un cigarrillo tiene concentraciones más elevadas de agentes que causan cáncer (carcinógenos) que el humo que el fumador exhala. Además, contiene partículas más pequeñas que el humo que exhala el fumador, lo que facilita su acceso a las células del cuerpo. Se le llama fumar involuntariamente o fumar pasivamente cuando las personas que no fuman son expuestas al humo de segunda mano. Las personas que no fuman y que respiran el humo de segunda mano reciben la nicotina y otros químicos tóxicos al igual que los fumadores. La atmósfera cargada de humo de cigarrillos puede ocasionar,a las personas que fuman pasivamente, accesos de tos, irritación de los ojos y la garganta, asma alérgica y hasta un ataque de angina de pecho, en lugares con poca ventilación, la atmósfera se carga más de monóxido de carbono. Cuanto más se expone al humo de segunda mano, mayor será el nivel de estos químicos dañinos en el cuerpo.
El humo de segunda mano puede ser tan o más adictivo que el mismo cigarro puesto que al ser inhalado el fumador pasivo se causa más daño puesto que sus efectos no son tan notorios y son a largo plazo como en el fumador normal.
Las leyes han estrechado el cerco sobre el tabaco, aún se registra un número excesivo de fumadores pasivos en sus propios hogares 
a pesar de los efectos en la salud de los fumadores pasivos, todavía falta una legislación apropiada para proteger y garantizar la salud de los fumadores pasivos.
La ventilación es un mecanismo insuficiente para mitigar los efectos del humo de segunda mano. Los profesionales de calefacción, ventilación y aire acondicionado (climatización) afirman que un flujo de aire de alrededor de 1000 pies cúbicos (28.32 de metros cúbicos) por minuto por cada fumador es necesario para mantener una calidad del aire satisfactoria cuando los fumadores están fumando continuamente. Sin embargo, estudios confirman que los actuales sistemas de climatización, si bien son importantes en general para garantizar la calidad del aire, no pueden controlar la exposición al humo de segunda mano.

## Efectos del tabaquismo pasivo
Se ha demostrado que el llamado humo de segunda mano (que en el caso de cigarros de Tabacos una mezcla de tanto los humos liberados por el cigarro durante su combustión y el humo exhalado por los fumadores) produce los mismos efectos que la inhalación directa del humo de tabaco en los fumadores, incluyendo enfermedades cardiovasculares, cáncer de pulmón, bronquitis y ataques de asma.
Los productos del tabaco contienen y emiten durante su combustión numerosas sustancias nocivas y agentes carcinógenos conocidos peligrosos para la salud humana. Se ha demostrado que el tabaquismo pasivo es peligroso sobre todo para el feto y para los niños, y que puede provocar o agravar problemas respiratorios en personas que inhalen el humo del tabaco.
Algunos de los efectos de una exposición prolongada incluyen:
- Cáncer
  - Cáncer de pulmón
  - Cáncer de seno

- Riesgo de infecciones en el oído, nariz y garganta.

- Problemas respiratorios:
  - Problemas de pulmón
  - Asma

- En Maternidad:
  - Parto prematuro
  - Bajo peso del producto

- En general:
  - Empeora el asma, reacciones alérgicas y otras condiciones

- Riesgo en infantes:
  - Síndrome de muerte súbita del lactante
  - Asma
  - Infecciones de pulmón
  - Incrementa el riesgo de contraer tuberculosis
  - Alergias
  - Dificultades en el aprendizaje y retraso en el desarrollo
  - Enfermedad de Crohn
  - Incrementa la posibilidad de que se presenten caries[23][24]

## Estudios

### En animales
Estudios  en animales que fueron expuestos al tabaco han producido resultados que corroboran la presencia de carcinógenos en el humo de segunda mano (humo exhalado por fumadores, que afecta a no fumadores).
El humo de segunda mano está reconocido como un factor de riesgo para el cáncer en mascotas.
Un estudio conducido por la escuela de veterinaria de la universidad de Tufts y la Universidad de Massachusetts concluyó que los gatos mascotas de fumadores eran más propensos a desarrollar linfoma felino y que el riesgo se incrementaba por la duración de la exposición al humo de segunda mano y por el número de fumadores presentes.
Un estudio de observación de casos de cáncer en caninos fue llevado a cabo por investigadores de la Universidad de Colorado. En este aunque los resultados fueron declarados no suficientes para ser totalmente conclusivos, los autores reportaron una leve correlación entre el riesgo de estos perros de contraer cáncer pulmonar  con una exposición constante pasiva al humo del tabaco.

### En humanos
El humo de segunda mano ha sido clasificado como un “carcinógeno humano conocido” (agente causante de cáncer) por la Environmental Protection Agency (EPA) de los Estados Unidos, el US National Toxicology Program y la Agencia Internacional para la Investigación del Cáncer (IARC), una subsidiaria de la Organización Nacional de la Salud.
El humo de tabaco de segunda mano contiene más de 4,000 compuestos químicos. Se sabe o se sospecha que más de 60 de estos compuestos son causantes de cáncer. El humo de segunda mano causa otras clases de enfermedades y muertes. El humo de segunda mano puede perjudicar de muchas maneras. Sólo en los Estados Unidos, cada año este humo es el causante de:
- Alrededor de 46,000 muertes por enfermedades del corazón de personas que actualmente no son fumadoras.
- Alrededor de 3,400 muertes por cáncer de pulmón como resultado de respirar humo de segunda mano.
- Otros problemas respiratorios en las personas no fumadoras, incluyendo tos, mucosidad, malestar en el pecho y reducción de la función pulmonar.
- Entre 50,000 y 300,000 infecciones pulmonares (tales como la pulmonía y la bronquitis) en niños menores de 18 meses, lo cual resulta en 7,500 a 15,000 hospitalizaciones por año.
- Aumento en el número de casos y gravedad de los ataques de asma en aproximadamente de 200,000 a un 1,000,000 de niños asmáticos.
- Más de 750,000 infecciones de oído medio en niños.
- Las mujeres embarazadas expuestas al humo de segunda mano también están en un riesgo mayor de dar a luz bebés de bajo peso.[16]

## Factor de riesgo
El nivel de riesgo es mayor para un no fumador  (fumador pasivo) si se expone por tiempo prolongado a ambientes en los que el humo del cigarro es constante como, por ejemplo, en negocios en los que los empleados fuman comúnmente durante el día o casas de huéspedes donde los residentes pueden fumar libremente.
Según algunos estudios, el riesgo para los no fumadores que son fumadores pasivos de contraer cáncer de pulmón es de un 20 a 30 % y en el caso de desarrollar enfermedades del corazón el riesgo se eleva de un 25 a 30% si viven o trabajan en un ambiente donde se fuma. Según otros estudios los riesgos de contraer enfermedades relacionadas con el tabaquismo para los no fumadores expuestos al humo de segunda mano (es decir, el humo exhalado por los fumadores) pueden ser tan altos como un 50 o 60%.